# Vasco Taborda Ribas
Vasco José Taborda Ribas (Curitiba, 18 de setembro de 1909 - Curitiba, 3 de abril de 1997) foi um advogado, escritor, jornalista, professor, folclorista e linguista brasileiro.
Filho de Joaquim Ignácio Brasil Taborda com Magdalena Lycia Taborda Ribas, estudou no Ginásio Paranaense (atual Colégio Estadual do Paraná) e no Colégio Novo Ateneu e diplomou-se em Direito pela Universidade Federal do Paraná.  
José Taborda foi promotor da Justiça Militar, secretário geral do Tribunal de Contas do Paraná, diretor do Departamento de Serviço Social do Paraná, procurador-adjunto do Tribunal de Contas do Paraná, bibliotecário do Instituto Neopitagórico, além de professor do Colégio Estadual do Paraná e atuar como diretor em várias revistas e jornais (também fundou alguns periódicos). Foi sócio do Socorro aos Necessitados de Curitiba.

## Instituições foi membro
- Círculo de Estudos Bandeirantes;
- Associação dos Homens de Letras do Brasil;
- Instituto de Cultura Americana;
- PEN Clube do Brasil;
- Instituto Histórico e Geográfico de Sergipe;
- Confraternité Universelle Balzacienne (Montevidéu);
- União Brasileira de Trovadores;
- Academia de Letras José de Alencar;
- Centro de Letras do Paraná, e;
- Academia Paranaense de Letras.

Na Academia Paranaense de Letras foi o primeiro ocupante da Cadeira n° 9 e atualmente esta instituição concede o Troféu Vasco Taborba Ribas para o conjunto das obras de escritores destacados e assim homenageia o escritor e poeta curitibano.
Na Academia de Letras José de Alencar, também foi o primeiro ocupante de uma cadeira, a Cadeira n° 17, além de presidente desta instituição. Foi sócio fundador da União Brasileira de Trovadores.
Com estreita ligação ao Centro de Letras do Paraná, foi presidente desta instituição em várias oportunidades (gestão 1961/64 - 1966/68 - 1978/80 e 1982/85).
Em vida, Taborda Ribas recebeu vários prêmios e homenagens, entre elas: Medalha de Ouro da Biblioteca Paternórea (Itália), Medalha Silver Star and Silver Cross da American Internatinal Academy (USA) e em 1969 recebeu o diploma de Cidadão Benemérito do Estado do Paraná.
Publicou vários livros de contos, poesia, pensamentos, biografias e ensaios em revistas e jornais, além de ensaios na área do folclore e em linguística paranaense e sulista.

## Obras
- Saturnópolis (1940);
- Um Episódio da Ocupação de Curitiba pelas Forças Federalistas em 1894 (1944);
- O Sete Orelhas (conto-novela);
- Sapé (ensaio filosófico);
- Rocha Pombo (biobibliografia de 1958);
- Euclides da Cunha (biobibliografia de 1959);
- Rodrigo Junior (biobibliografia de 1960);
- Leôncio Correia (biobibliografia de 1960);
- Antologia do Folclore Brasileiro (cap. do PR e SC - 1962);
- O Fisquim (contos e lendas de 1963);
- A Estrela e Eu (poesia de 1963);
- Varredores da Madrugada (poesia);
- Antologia de Trovadores do Paraná;
- Antologia dos Poetas Paranaenses;
- Trufas (trovas);
- Muçaraí - Movimentos Poéticos (1970);
- Almenara - Meditação (1975);
- Trovadores do Brasil;
- Dicionário Cultural da Língua Portuguesa;
- Roteiro - Viagem à Amazonia (1978).